# Cour des Minimes
Pour les articles homonymes, voir Minimes et Rue des Minimes.
La cour des Minimes est une impasse du quartier de Pierreuse à Liège.

## Odonymie
L'impasse doit son nom à l'ancien couvent des Minimes dont elle surplombe les ruines.

## Situation et topographie
C'est une impasse, longue de 140 mètres, qui a son tenant au pied de l'escalier du Péri et dont l'entrée s'effectue par un portail. 